# David Remez

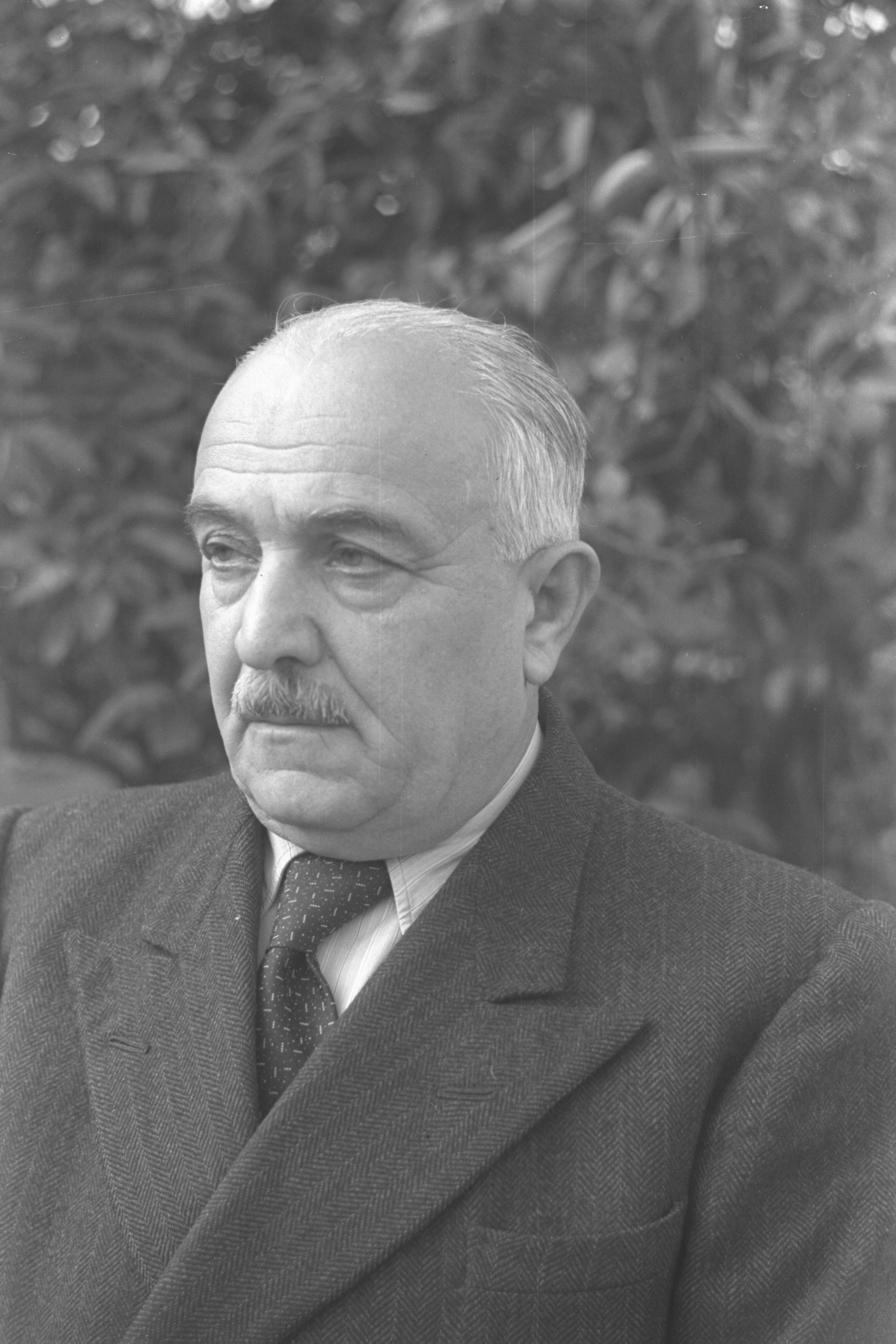
David Remez, 30. Dezember 1948

David Remez (russisch Давид Ремез, hebräisch דָּוִד רֶמֶז Dawid Remez; * 23. Mai 1886 in Kopys (russisch Копысь) im Rajon Orscha (Belarus) als David Drabkin (russisch Давид  Драбкин, hebräisch דוד דרבקין); † 19. Mai 1951 in Jerusalem), war ein israelischer Politiker der zionistischen Arbeiterbewegung. Er war einer der 37 Erstunterzeichner der israelischen Unabhängigkeitserklärung und in der provisorischen Regierung erste Verkehrsminister des Landes.

## Leben
Seine religiöse Erziehung erhielt er durch seinen Großvater, einen Rabbiner, der ihn im Talmud unterrichtete. Remez studierte ab 1911 im türkischen Teil des Osmanischen Reichs Jura. Während des Studiums lernte er David Ben-Gurion und Jizchak Ben Zwi kennen. 1913 ging er nach Palästina, das damals unter osmanischer Herrschaft war. Er arbeitete als Landarbeiter in Ben Schemen und Beʾer Tuvia (beide im osmanischen Mutesarriflik Jerusalem) sowie in Karkur und Sichron Jaʿaqov (beide Sandschak Nablus im osmanischen Vilâyet Syrien).

### Politische Karriere
Seine politische Karriere begann 1920/21 kurz nach der Einrichtung des Völkerbundsmandats für Palästina, als er sich zunächst in der Gewerkschaftsbewegung Histadrut engagierte. Remez zählt zu den Gründungsmitgliedern von Ben-Gurions Arbeiterpartei Mapai.
Nach der israelischen Unabhängigkeitserklärung vom 14. Mai 1948 war er Mitglied der provisorischen Regierung Israels und kandidierte auch in der Wahl zur ersten Knesset. 1949 wurde Remez als Mitglied der Mapai erster Verkehrsminister Israels, von 1950 bis 1951 war er Erziehungsminister.

## Ehrungen
Nach seinem Tod wurden in Israel zahlreiche Straßen und Plätze nach ihm benannt, darunter der Stadtteil Ramot Remez in Haifa, die Kikkar Remez in Jerusalem und die Zomet Remez (hebräisch צֹמֶת רֶמֶז deutsch ‚Bahnknoten Remez‘, englisch Remez Junction) in Pardes Channah-Karkur, die Verzeigung von Bahnstrecke Naharijja–Beʾer Scheva und Ostbahn.

## Familie
Er ist der Vater von Aharon Remez und der Großvater von Gideon Remez.